# Ubisoft Shanghai
Ubisoft Shanghai (інколи зазначається як Ubisoft China, заснована як Shanghai UBI Computer Software Co., Ltd) — компанія, що спеціалізується на розробці комп'ютерних ігор; дочірня компанія Ubisoft, розміщується в місті Шанхай, Китай.
Найвідоміші розробки — серії ігор «Splinter Cell» і «Tom Clancy's Ghost Recon», стратегія в реальному часі «Tom Clancy's EndWar» та ін. Крім розробки власних проєктів, компанія також займається перенесенням (портуванням) вже випущених ігор, розроблених іншими філіями, на ігрові консолі. У даний момент Ubisoft Shanghai продовжує розробку постапокаліптичної гри «I Am Alive», робота над якою була розпочата компанією Darkworks. Вихід призначений на 2011 рік.
Шанхайський підрозділ є однією з найбільших дочірніх компаній Ubisoft і налічує 400 фахівців..

## Розроблені ігри
| Назва гри                                     | Рік випуску | Платформи                                                         |
| --------------------------------------------- | ----------- | ----------------------------------------------------------------- |
| Xuanyuan Jian 3 Waizhuan: Tian zhi Hen        | 2000        | Microsoft Windows                                                 |
| F1 Racing Championship                        | 2000        | PlayStation                                                       |
| V.I.P.                                        | 2002        | Microsoft Windows, PlayStation 2                                  |
| Rayman Rush                                   | 2002        | PlayStation                                                       |
| Tom Clancy's Ghost Recon                      | 2002        | GameCube, PlayStation 2 (портування)</ small>                     |
| Tom Clancy's Splinter Cell                    | 2002        | GameCube, PlayStation 2 (портування)</ small>                     |
| Crouching Tiger, Hidden Dragon                | 2003        | GameBoy Advance                                                   |
| Tom Clancy's Rainbow Six 3: Raven Shield      | 2004        | GameCube, PlayStation 2                                           |
| Tom Clancy's Splinter Cell: Pandora Tomorrow  | 2004        | Microsoft Windows, Xbox, GameCube, PlayStation 2                  |
| Tom Clancy's Ghost Recon 2                    | 2004        | GameCube, PlayStation 2 (портування)</ small>                     |
| Tom Clancy's Ghost Recon: Advanced Warfighter | 2004        | PlayStation 2, Xbox (портування)</ small>                         |
| Tom Clancy's Splinter Cell: Chaos Theory      | 2005        | Microsoft Windows, GameCube, PlayStation 2, Xbox                  |
| Tom Clancy's Splinter Cell: Double Agent      | 2006        | Microsoft Windows, Xbox 360, PlayStation 3                        |
| Brothers in Arms: D-Day                       | 2006        | PlayStation Portable                                              |
| Rayman Raving Rabbids                         | 2007        | Xbox 360 (портування)</ small>                                    |
| Beowulf: The Game                             | 2007        | Microsoft Windows, PlayStation 3, Xbox 360                        |
| Tom Clancy's EndWar                           | 2008        | Microsoft Windows, PlayStation 3, Xbox 360                        |
| Fairyland Melody Magic                        | 2008        | Nintendo DS                                                       |
| Cloudy with a Chance of Meatballs             | 2009        | Xbox 360, PlayStation 3, Microsoft Windows, Wii, Nintendo DS, PSP |
| The Settlers 7: Paths to a Kingdom            | 2010        | Microsoft Windows, Mac OS X                                       |
| Rayman 2: The Great Escape                    | 2010        | IPhone (портування)</ small>                                      |
| I Am Alive                                    | 2012        | Xbox 360, PlayStation 3                                           |